# 서프리슬란트어 위키백과

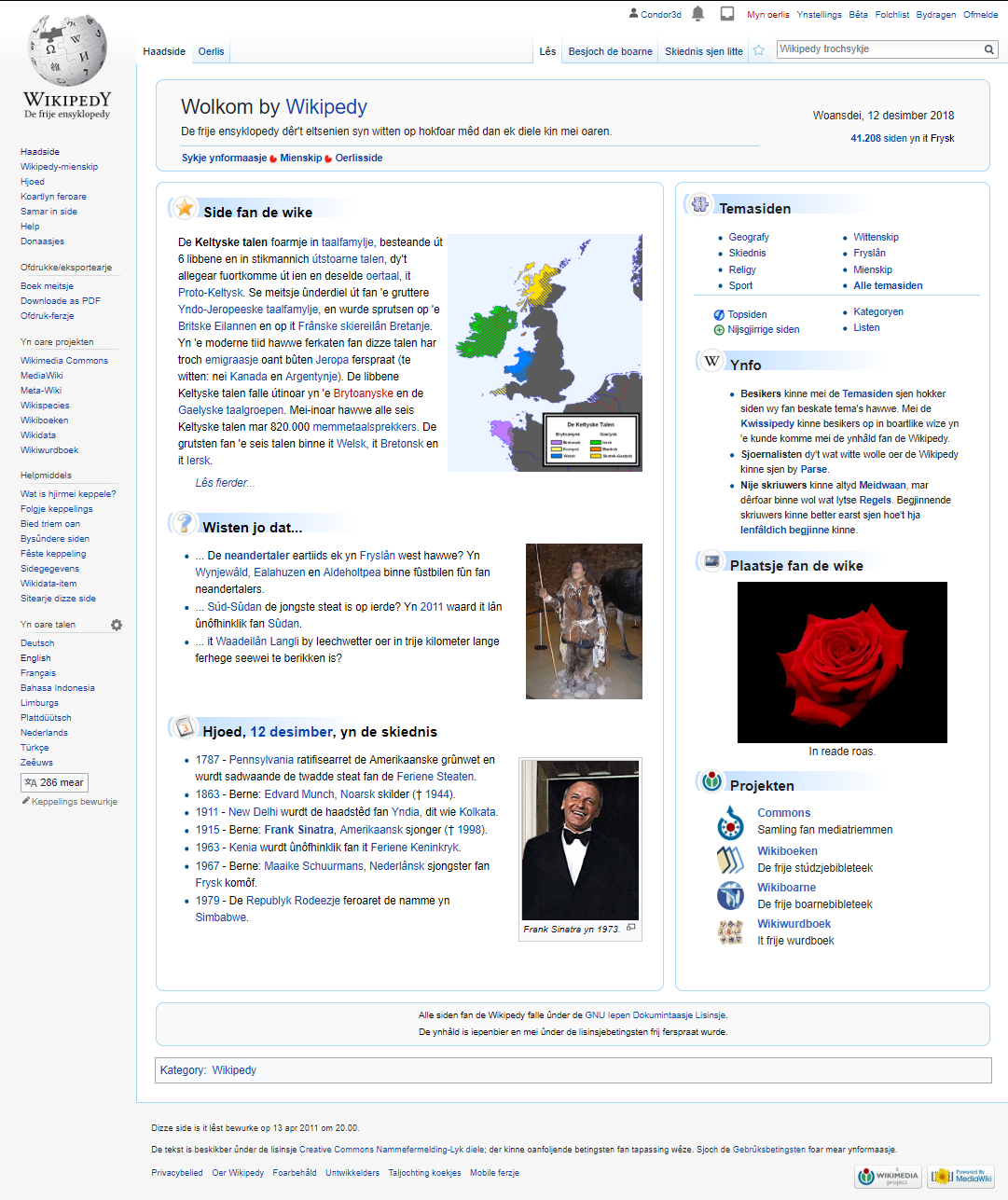

서프리슬란트어 위키백과는 서프리슬란트어로 운영되는 위키백과 언어판이다. 2003년 10월 5일에 시작되었다. 기호는 fy이다.